# آسیاب شماره ۱ کورسا
آسیاب شماره ۱ کورسا مربوط به اواخر دوره قاجار است و در شهرستان کهگیلویه، روستای شهید دارکوب واقع شده و این اثر در تاریخ ۱۱ دی ۱۳۸۰ با شمارهٔ ثبت ۴۵۵۷ به‌عنوان یکی از آثار ملی ایران به ثبت رسیده است.